# Violetta Bellocchio
Violetta Bellocchio (Milano, 4 settembre 1977) è una scrittrice, traduttrice e docente italiana.

## Biografia
Figlia della psicanalista Lella Ravasi e nipote del regista Marco Bellocchio, esordisce nel 2009 con il romanzo Sono io che me ne vado (Mondadori).
Scrive per le riviste Rolling Stone, IL, Rivista Studio, Wired, Vanity Fair, Internazionale. È docente della Scuola Holden di Torino.
Nel 2013 fonda la rivista letteraria online Abbiamo le prove  da cui è nata l’antologia Quello che hai amato, pubblicata nel 2015 da Utet.
Nel 2014 ha pubblicato il memoir Il corpo non dimentica nel quale ha raccontato il suo passato di dipendenza dall’alcol.
Negli anni successivi, sempre per Utet, ha curato le traduzioni di opere di diversi autori stranieri. Nel 2018 per Chiarelettere è uscito il  romanzo La festa nera e nel 2024, per ilSaggiatore, l'ultimo dal titolo "Electra".

## Opere

### Romanzi
- Sono io che me ne vado (Mondadori 2009)
- Il corpo non dimentica (Mondadori 2014)
- Mi chiamo Sara, vuol dire principessa (Marsilio 2017)
- La festa nera (Chiarelettere 2018)
- Electra (il Saggiatore 2024)

### Antologie e curatele
- voce Alligatore in Dizionario affettivo della lingua italiana (Fandango 2008)
- Grillo in Ho visto cose… (a cura di Giorgio Vasta, Rizzoli 2008)
- Anteprima in I confini della realtà (Mondadori, 2008)
- Disco 2000 in Voi non ci sarete. Cronache dalla fine del mondo (a cura di Alessandro Bertante, Agenzia X 2009)
- Le cose che lui ha fatto per arrivare a te in L’età della febbre. Storie di questo tempo (a cura di Christian Raimo e Alessandro Gazoia, minimum fax 2015)
- Quello che hai amato (a cura di, UTET 2015)
- Proprietà in Ma il mondo, non era di tutti? (a cura di Paolo Nori, Marcos y Marcos 2016)

### Racconti
- La ragazza alla finestra  (Corriere della Sera 2014)

### Traduzioni
- Sebastian Smee, Artisti rivali. Amicizie, tradimenti e rivoluzioni nell’arte moderna, Torino, UTET, 2016.
- Eric Lax, Woody Allen dall’inizio alla fine. Un anno sul set con un grande regista, Torino, UTET, 2017.
- Tiffany Watt Smith, Atlante delle emozioni umane. 156 emozioni che hai provato, che non sai di aver provato, che non proverai mai, Torino, UTET, 2017.

### Podcast
- Daimon (Storielibere 2019)